# Lasionycta perplexa
Lasionycta perplexa es una especie de mariposa nocturna de la familia Noctuidae.
Se distribuye extensamente en bosques de coníferas entre Alaska meridional y Yukón por el norte hasta California, Utah, y Colorado en el sur. Una población disjunta se encuentra en la costa este de la bahía de Hudson en Kuujjuarapik.
Su envergadura es de 33-35 mm. Los adultos vuelan desde mediados de junio hasta agosto.
Son nocturnas, y sus larvas se alimentan de especies Alnus.